# Colágeno hidrolizado

## Introducción
El colágeno hidrolizado (CH) (también llamado "gelatina hidrolizada" o "péptidos de colágeno") es la forma más asimilable de proteína de colágeno, un nutriente proteico formado por péptidos de colágeno de bajo peso molecular (PM medio inferior a 6.000 Dalton), que tras su digestión y absorción intestinal, pasan a la sangre en forma de aminoácidos, dipéptidos y tripéptidos. Existen estudios que apuntan que los derivados de la ingesta de CH presentan distintas actividades biológicas (péptidos bioactivos) y dan lugar a la percepción de efectos beneficiosos de salud cuando se realiza la toma continuada de una dosis diaria eficaz.
Al mostrar propiedades de salud que trascienden a su valor nutricional, el CH entra en la categoría de los nutracéuticos, término que combina las palabras "nutrición" y "farmacéutico" y se aplica a aquellos ingredientes bioactivos, habitualmente contenidos en alimentos funcionales, que, adecuadamente presentados, dosificados y suplementados en la dieta, son capaces de actuar de forma sostenible como coadyuvantes en la prevención y tratamiento de ciertas enfermedades por su ausencia de efectos secundarios adversos.
Estudios y revisiones realizadas hasta la fecha apuntan que los efectos beneficiosos de toma de CH se producen principalmente en aquellas afecciones y patologías derivadas de la pérdida y deterioro de la proteína de colágeno, un proceso que ocurre progresivamente de modo natural al envejecer, y que puede acelerarse en determinadas circunstancias (actividad física intensa, menopausia...), dando lugar a consecuencias muy diversas como el desgaste articular, la pérdida de masa ósea y el envejecimiento dérmico. En este caso, la función básica atribuida al CH es la mejora del estado de los tejidos conectivos y la ralentización de su deterioro.
Además de esta función básica, otros estudios sobre el CH le atribuyen diversas actividades biológicas: antioxidante, antihipertensiva, antidiabética (contribuye a la regulación de los niveles de glucosa en sangre), hipolipemiante (contribuye a la regulación de los niveles de lípidos en sangre), inmunomoduladora (favorece una correcta respuesta inmune) y algunas propiedades técnicas de utilidad en el acondicionamiento de alimentos (anticongelante, antimicrobiano, quelante, formador de film comestible...).

## Rol del colágeno en el cuerpo humano
La proteína de colágeno se encuentra exclusivamente en el reino animal y está naturalmente presente en todos los animales. No es una única proteína, sino una familia de proteínas que comparten la misma estructura básica y composición en aminoácidos. En el cuerpo humano es la proteína más abundante y ampliamente distribuida.Hasta el momento, se han identificado veintiocho tipos de colágeno (I-XXVIII), que constituyen alrededor de un tercio de todas las proteínas del cuerpo, y cuya biosíntesis es codificada por cuarenta y dos genes.
La abundancia y adaptabilidad del colágeno a distintos tejidos y funciones biológicas a través de sus veintiocho tipos denotan el papel relevante que evolutivamente ha tenido esta proteína y la importancia que ha alcanzado en el cuerpo humano En efecto, el colágeno es el componente mayoritario de la matriz extracelular y la membrana basal de los tejidos conectivos (huesos, cartílagos, fascias, tendones y ligamentos) y de la piel, tejidos a los que proporciona estructura, cohesión, flexibilidad y resistencia. Además de su función estructural y locomotora, el colágeno  interviene en funciones inmunológicas, como componente esencial de piel, mucosas, fascias (barreras físicas de defensa frente a la entrada y circulación de agentes patógenos) y huesos (elaboración de leucocitos); funciones hemodinámicas, como componente esencial de la pared de vasos sanguíneos, posibilitando su forma tubular y flexibilidad, y facilitando el retorno venoso; la filtración renal, como componente esencial de la membrana basal glomerular y el mesangio renal. Además, a través de receptores específicos, el colágeno regula el comportamiento de factores de crecimiento y citoquinas, interviniendo en el desarrollo de los órganos y en la reparación de los tejidos.
Para ejercer esta multiplicidad de funciones, los colágenos poseen características únicas que los diferencian del resto de proteínas animales. Su estructura fibrosa se basa en la triple hélice de colágeno (tropocolágeno), una macromolécula con capacidad de asociarse progresiva y ordenadamente hasta formar fibras con gran capacidad mecánica (stretch, twist, bend). Las tres cadenas polipeptídicas que forman la triple hélice de colágeno están constituidas por unos mil aminoácidos de dieciocho tipos en proporciones características, entre los que glicina (Gly), prolina (Pro) e hidroxiprolina (Hyp) constituyen casi el 50%. Ello se debe a la repetición del patrón Gly-X-Y donde X e Y suelen ser Pro e Hyp. Además, las formas hidroxiladas de prolina y lisina son específicas del colágeno, y contribuyen a establecer los puentes de hidrógeno necesarios para su estabilidad estructural.
Cada tejido animal incluye más de un tipo de colágeno, compartiendo todos ellos su estructura fundamental de triple hélice y su composición en aminoácidos. El CH también presenta esta misma composición, pero carece de tipología, ya que, partiendo generalmente de colágeno tipo I o II, durante su elaboración se somete a un proceso de desestructuración y fragmentación (hidrólisis), necesario para permitir su absorción tras la digestión. Gracias a ello, no siendo de ningún tipo, la toma de CH proporciona de forma inmediata y biodisponible los aminoácidos específicos del colágeno en la proporción adecuada para que el organismo pueda elaborar todos y cada uno de los veintiocho tipos de colágeno que lo constituyen.

## Proceso de elaboración del colágeno hidrolizado (CH)
El CH se obtiene a partir de tejidos animales ricos en proteína de colágeno (piel, huesos, cartílagos, espinas, escamas...). El colágeno presente en estos tejidos (colágeno nativo) no es asimilable, ya que su biomolécula, de enorme tamaño (300.000 Da de PM), se encuentra intacta y no puede atravesar la barrera intestinal (absorción<1%).
La elaboración de CH va encaminada a convertir el colágeno nativo en una proteína asimilable, de fácil incorporación a la alimentación, que no sólo aporte su valor nutricional, sino también su funcionalidad de salud, asociada a la abundancia y múltiples funciones biológicas del colágeno en el cuerpo.
La elaboración del CH requiere dos etapas:
- 1ª Gelatinización: consiste en abrir la triple hélice de colágeno, de modo que sus cadenas polipeptídicas queden libres. Para ello, a nivel industrial, se somete al colágeno nativo presente en los tejidos animales a un tratamiento químico (ácido o alcalino). El resultado es la gelatina, generalmente empleada para elaboración de postres y productos de pastelería. También contienen gelatina algunos platos elaborados a partir de tejidos animales cuya preparación incluye un tiempo largo de cocción (caldos de carne o pescado). La gelatina  presenta menor PM (entre 20.000 Da y 100.000 Da para gelatinas alimentarias[26]) que el colágeno nativo (300.000 Da), pero este tamaño es aún excesivo para que exista un grado de absorción y una concentración de péptidos en sangre que den lugar a un alimento con funcionalidad de salud. Actualmente, para la elaboración de CH, existe una etapa alternativa de gelatinización que utiliza temperatura elevada en lugar de productos químicos y que, según valoración de la EFSA,[27] tiene igual o mayor seguridad alimentaria que el tratamiento químico.

- 2ª Hidrólisis enzimática: consiste en fragmentar (hidrolizar) las cadenas polipeptídicas liberadas previamente en la gelatinización mediante el empleo de enzimas similares a las que intervienen en la digestión de los alimentos, obteniéndose una mezcla de péptidos de reducido tamaño (<6000 Da de PM), que constituyen propiamente el CH, y que presenta elevada absorción y biodisponibilidad[1][2][22]

Como resultado de este proceso de elaboración, la composición en aminoácidos del CH es idéntica a la del colágeno nativo de procedencia, pero, a diferencia de éste, es un alimento muy asimilable, de manera que, una vez digerido, es capaz de atravesar la barrera intestinal, pasar a la sangre y alcanzar órganos y tejidos, proporcionando la concentración de aminoácidos y péptidos bioactivos necesaria para producir efectos beneficiosos de salud.

## Valoración nutricional y composición en aminoácidos del colágeno hidrolizado (CH)
La composición en aminoácidos del colágeno y, en consecuencia, del CH, consta de dieciocho aminoácidos en proporciones características, entre los que glicina, prolina e hidroxiprolina son los mayoritarios y juntos constituyen cerca del 50% del total. Esta composición refleja la estructura primara de la proteína de colágeno y es común a todos los tipos de colágeno y especies animales.
Tradicionalmente, los aminoácidos han sido clasificados en esenciales (EAAs) (indispensables en la alimentación por no poder ser sintetizados en las células animales) y no esenciales (NEAAs) ("no indispensables" en la alimentación por poder ser sintetizados en las células animales a partir de EAAs). Se ha dado por hecho que los NEAAs eran siempre sintetizados en suficiente cantidad en las células animales por lo que no era necesario tenerlos en consideración para definir el aporte proteico idóneo en la alimentación humana y animal. Sin embargo, una detallada revisión de la literatura científica revela que no existe ninguna evidencia que permita asumir que los NEAAs sean siempre sintetizados en las cantidades requeridas para mantener un estado saludable y sí que existe evidencia de que su deficiencia impide el correcto funcionamiento de la multitud de funciones fisiológicas en las que intervienen (crecimiento, expresión génica, metabolismo, regulación hormonal, fertilidad, respuesta inmune, neurotransmisión...).
Esto ha llevado a plantear otros puntos de vista para clasificar los aminoácidos (necesidades metabólicas y funcionales) y a introducir el concepto de aminoácidos condicionalmente esenciales (CEAA), cuya síntesis se puede llevar a cabo en las células animales, pero resulta insuficiente en ciertas circunstancias (según la edad, el estado de salud, las exigencias físicas...) por lo que, dado que funcionalmente son indispensables, deben incluirse necesariamente en la alimentación, como componentes esenciales, para evitar su deficiencia, igual que los EAAs.
Siguiendo los criterios tradicionales, la proteína de colágeno, con una baja proporción en EAAs, ha sido poco valorada. Sin embargo, tiene una alta proporción de CEAA, los cuales deben ser ingeridos en la dieta cuando la capacidad de biosíntesis del cuerpo no alcanza a cubrir las cantidades requeridas. Es lo que ocurre en circunstancias de estrés celular oxidativo o procesos catabólicos causados por enfermedades crónicas, heridas y quemaduras, desgaste físico/psíquico intenso, envejecimiento acelerado...
También cabe destacar que, siendo el colágeno la proteína más abundante del cuerpo, y teniendo una necesidad de renovación alta, dadas sus funciones estructurales y locomotoras, la cantidad requerida de los tres CEAA que constituyen alrededor del 50% de esta proteína (glicina, prolina e hidroxiprolina) hace que a menudo su ingesta en la dieta sea necesaria para garantizar un estado saludable y una respuesta inmune correcta, y para prevenir afecciones musculoesqueléticas.
En el aminograma (conjunto de aminoácidos presentes en un alimento) del CH se encuentran dieciocho de los veinte aminoácidos de interés biológico existentes en la naturaleza, todos menos el triptófano y la cisteína, los cuales se encuentran en la leche y en los derivados lácteos que, por contra, no son tan ricos en glicina, prolina e hidroxiprolina. Debido a esta complementariedad nutricional, y por alcanzar su combinación muy buena biodisponibilidad, la toma de CH incorporado a leche o yogur es especialmente recomendable para aprovechar la funcionalidad y el valor nutricional de ambos alimentos.
| Aminograma colágeno hidrolizado              | %   |
| -------------------------------------------- | --- |
| Glicina                                      | 23% |
| Prolina                                      | 13% |
| Hidroxiprolina                               | 12% |
| Glutamina/Glutámico                          | 10% |
| Otros CEAA (Arg, Ser, Hyl, Tyr)              | 12% |
| EAA (Lys, Leu, Val, Phe, Thr, Ile, Met, His) | 16% |
| Alanina                                      | 9%  |
| Ácido aspártico                              | 5%  |

A pesar de ser proteína animal, el colágeno presenta una composición radicalmente distinta al resto de proteínas animales por lo que no resulta correcto hablar generalizando sobre los problemas del consumo excesivo de proteína animal. El especial balance de aminoácidos del CH puede ayudar a equilibrar la ingesta de proteína animal. Además, el CH es muy escaso en aminoácidos azufrados (ausencia de cisteína y muy poca metionina) por lo que, al contrario que otras proteínas tanto animales como vegetales, no aumenta la carga ácida. Simultáneamente, aporta péptidos bioactivos que, por ser específicos de la proteína más abundante y multifuncional del organismo, presentan un significado biológico exclusivo.

## Efectos del colágeno hidrolizado
La proteína de colágeno procedente de distintas fuentes animales ha estado presente en la alimentación humana desde tiempo remotos. Poblaciones de pescadores advirtieron que quienes tomaban con más frecuencia caldos de pescado ricos en componentes gelatinosos parecían disfrutar de mejores condiciones físicas en edades avanzadas. A lo largo del tiempo, este indicio llevó a enfocarse en un doble esfuerzo: por un lado, tecnológico para aislar, concentrar y hacer cada vez más asimilable el principio activo asociado a los indicios observados, y por otro lado, científico para verificar y cuantificar dichos efectos y descubrir los mecanismos celulares subyacentes.
Los primeros estudios científicos sobre CH datan de los años 90 y en el año 2000 se publicó la primera revisión cuya conclusión hace referencia al interés del empleo del CH como coadyuvante en afecciones degenerativas crónicas del aparato locomotor. Posteriormente se han realizado otras revisiones sobre los efectos del CH en salud articular y ósea con resultados positivos que muestran una actividad terapéutica útil en la prevención y manejo de artrosis y osteoporosis, dada su toma sostenible a largo plazo, buena tolerancia y valor nutricional, en contraposición a los efectos secundarios adversos del uso continuado de los fármacos tipo AINE y a la controvertida eficacia de los fármacos tipo SYSADOA
Los estudios publicados actualmente sobre el CH se centran en sus efectos sobre diversos aspectos y patologías: artrosis, dolor articular asociado a actividad física intensa (deportistas), osteoporosis, mejora de la composición corporal, sarcopenia, envejecimiento dérmico, curación de heridas y de úlceras por presión, protección frente al daño solar (radiación UV-B). Aunque se trata alteraciones completamente distintas, existe una correlación entre las mismas, ya que en la base de todas ellas se encuentra la pérdida y deterioro del colágeno endógeno que forma la estructura los tejidos afectados, bien sea de forma progresiva, por la edad, o por otras causas que aceleran el proceso como la actividad física intensa, en el caso de la artrosis, o la menopausia, en el caso de la osteoporosis y del envejecimiento dérmico.
También existen estudios sobre otras actividades biológicas de los péptidos de colágeno: antioxidante, antihipertensiva, antidiabetes, hipolipemiante, inmunomoduladora.

## Clasificación de los estudios científicos del CH

### Estudios de biodisponibilidad
Estos estudios muestran que tras la ingesta, digestión y absorción intestinal del CH se produce un incremento en sangre de la concentración de aminoácidos y oligopéptidos característicos de la proteína de colágeno, principalmente de los aminoácidos glicina, prolina e hidroxiprolina y de los dipéptidos Pro-Hyp y Hyp-Gly.
Otros estudios muestran específicamente la bioactividad de dichos dipéptidos. Cabe destacar que el dipéptido Pro-Hyp es también generado en el organismo por la degradación de colágeno endógeno, actuando de señal biológica que activa las células involucradas en la regeneración tisular, tanto si procede de la ingesta de CH como del proceso de renovación de los tejidos (turnover).
En consecuencia, los estudios de biodisponibilidad muestran cómo los derivados de la ingesta de CH alcanzan órganos y tejidos vía sanguínea, ejerciendo una acción nutricional a través del aporte de aminoácidos específicos del colágeno (unidades básicas estructurales para la síntesis de colágeno) y una acción funcional a través del aporte de péptidos bioactivos.

### Estudiosin vitro
En general, estudian la actividad biológica que los péptidos y aminoácidos de colágeno, detectados en sangre tras la ingesta de CH, desarrollan en cultivos de distintos tipos de células, especialmente las formadoras de la matriz extracelular (MEC) de tejidos conectivos. En su estado natural, la función de estas células es sintetizar colágeno y restantes componentes de la MEC, y se ha verificado que in vitro conservan su capacidad para ello.
Así, se han realizado estudios en cultivos de condrocitos (células formadoras de MEC en cartílagos) de osteoblastos (células formadoras de MEC mineralizada en tejido óseo) y de fibroblastos (el tipo de células más abundante entre las formadoras de MEC, existentes en los tejidos conectivos como piel, tendones, ligamentos, encías...).
Estos estudios han detectado que la presencia de péptidos y aminoácidos derivados de la ingesta de CH produce en los anteriores cultivos celulares un incremento significativo del contenido de colágeno y, además, en el caso de los osteoblastos, un aumento significativo del contenido de nódulos mineralizados.También se ha observado una inhibición de la actividad en cultivos de osteoclastos células responsables de degradar tejido óseo y, en cultivos de fibroblastos, se ha detectado una inhibición de la actividad de las metaloproteinasas enzimas encargadas de degradar las fibras de colágeno.
Los estudios in vitro intentan determinar los mecanismos que a nivel celular fundamentan los efectos del CH observados en animales (estudios in vivo) y en personas (estudios clínicos). En general, los estudios detectan un incremento notorio en la síntesis de matriz extracelular como consecuencia de una mayor actividad inducida en condrocitos, osteoblastos y fibroblastos, células para las que los péptidos derivados de la ingesta de CH tienen un especial significado biológico por ser iguales a los metabolitos naturalmente resultantes de recambio o turnover de los tejidos

### Estudiosin vivo
La mayoría estudian los efectos de la administración de CH en articulaciones, tejido óseo y piel. Para ello utilizan modelos animales de artrosis, de metabolismo óseo durante el crecimiento la menopausia (osteoporosis inducida por ovariectomía) y la senescencia, de envejecimiento dérmico y de daño producido por la radiación UVB o fotoenvejecimiento. En general, los estudios detectan mejorías significativas en el estado de los tejidos afectados en el grupo al que se le administra CH respecto al grupo control que no recibe el tratamiento.
Otros estudios in vivo han detectado las siguientes bioactividades:
- Modulación de la inflamación asociada a ciertas patologías como colitis ulcerosa,[103][104] artritis,[105][106] asma[107] y reacciones alérgicas.[108]
- Efecto inmunomodulador, favoreciendo la respuesta inmune[109][110][111]
- Efecto antioxidante, reduciendo la actividad de los radicales libres y el estrés oxidativo[71][72][73]
- Efecto hipotensor, favoreciendo la inhibición de la ECA, enzima de acción vasoconstrictora[74][75]
- Efecto hipoglucemiante, favoreciendo la inhibición de la dipeptidil peptidasa-4, enzima que condiciona la secreción de insulina